# Amt Kirchlengern
Das Amt Kirchlengern war ein Amt im Kreis Herford in der preußischen Provinz Westfalen und in Nordrhein-Westfalen. Im Rahmen der nordrhein-westfälischen Gebietsreform wurde das Amt zum 1. Januar 1969 aufgelöst. Seine Gemeinden wurden Teil der heutigen Gemeinde Kirchlengern.

## Vorgeschichte
Das Gebiet des späteren Amtes Kirchlengern gehörte bis zur Franzosenzeit zum Amt Reineberg im Fürstentum Minden. Von 1807 bis 1810 gehörte das Gebiet zum Kanton Reineberg des napoleonischen Satellitenstaats Königreich Westphalen.
Bei der Annexion großer Teile Norddeutschlands durch Napoleon Bonaparte fiel das Gebiet des späteren Amtes 1811 an das Kaiserreich Frankreich. Es wurde in Kantone und Mairien (Bürgermeistereien) nach französischem Muster gegliedert, die zum Arrondissement Minden im französischen Departement der Oberen Ems gehörten. Im Raum Kirchlengern wurden drei Mairien eingerichtet:
- Die Mairie Kirchlengern mit den Orten Kirchlengern, Südlengern, Häver und Quernheim
- Die Mairie Quernheim mit den Orten Stift Quernheim und Rehmerloh
- Die Mairie Klosterbauerschaft mit dem Ort Klosterbauerschaft

Nach der napoleonischen Niederlage fiel ganz Minden-Ravensberg 1813 zurück an Preußen. Der Raum Kirchlengern kam 1816 zum neuen Kreis Bünde, der 1832 in den Kreis Herford eingegliedert wurde. Im Kreis Herford kamen die Gemeinden des späteren Amtes 1843 zum neuen Amt Mennighüffen.

## Amt Kirchlengern
Am 1. Januar 1919 schieden die folgenden Gemeinden aus dem Amt Mennighüffen aus und bildeten das neue Amt Kirchlengern:
- Häver
- Kirchlengern
- Klosterbauerschaft
- Quernheim
- Rehmerloh
- Stift Quernheim

1929 wurden die Gutsbezirke Oberbehme aus dem Amt Herford-Hiddenhausen und Steinlake aus dem Amt Ennigloh in die Gemeinde Kirchlengern eingemeindet.
Das Amt Kirchlengern wurde zum 1. Januar 1969 durch das Gesetz zur Neugliederung des Landkreises Herford und der kreisfreien Stadt Herford aufgelöst. Seine sechs Gemeinden wurden mit Teilen der Gemeinden Südlengern und Spradow aus dem Amt Ennigloh zu einer neuen Gemeinde Kirchlengern zusammengeschlossen, die auch Rechtsnachfolgerin des Amtes ist.

## Einwohnerentwicklung
| Jahr | Einwohner | Quelle |
| ---- | --------- | ------ |
| 1925 | 6.384     | [ 7 ]  |
| 1933 | 7.421     | [ 7 ]  |
| 1939 | 7.628     | [ 7 ]  |
| 1950 | 10.282    | [ 8 ]  |
| 1961 | 10.487    | [ 8 ]  |